# Шванзенский диалект
Шванзенский диалект (нем. Schwansener Platt) — диалект немецкого языка, распространённый в шлезвигском регионе Шванзен. Принадлежит к шлезвигским диалектам нижненемецкого языка, обнаруживая родство с ангельнским, северошлезвигским и некоторыми другими диалектами региона.